# 沃利亞-斯塔里齊卡
49°58′33″N 23°31′36″E / 49.97583°N 23.52667°E
沃利亞-斯塔里齊卡（烏克蘭語：Воля-Старицька），是烏克蘭的村落，位於該國西部利沃夫州，由亞沃里夫區負責管轄，始建於1852年，面積0.59平方公里，海拔高度250米，2001年人口280，人口密度每平方公里474.58人。